# 于尔克

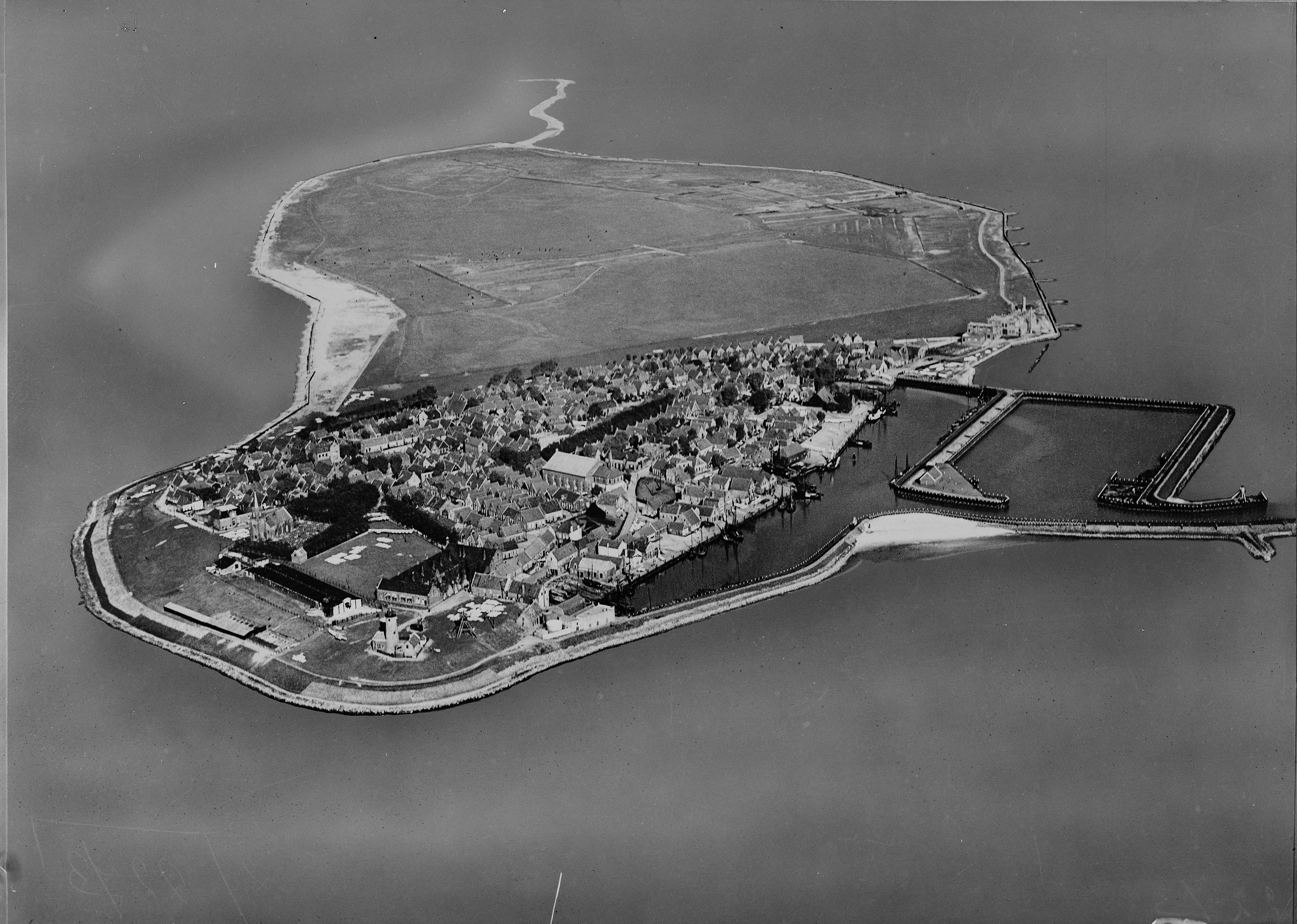
于尔克島航拍，約為1920至1940年間

于尔克（荷蘭語：Urk）是荷兰弗莱福兰省的一个市镇。于爾克原為須德海的一個小島，1939年因須德海工程，連結于爾克島與萊默的堤防完工，在填海造陸下，1942年于爾克已完全與東北圩田連為一體。于爾克原屬上艾瑟爾省，1986年起改隸屬新設立的弗萊福蘭省。
捕魚業一直是該鎮經濟的主要支柱，其市旗和市徽上的圖案是一條黑線鱈，即充分的展現了當地的漁業色彩。

## 語言
由於早期為島嶼，與荷蘭本土分隔下，于爾克方言成為了荷蘭語中最古老、最獨特的方言之一。村裡幾乎每個人都會說這種方言，並在日常生活中使用它。該方言與當代標準荷蘭語有很大不同，並且保留了許多很久以前從標準荷蘭語中消失的舊特徵。